# Saison 2012-2013 du Montpellier Hérault Sport Club (féminines)
Maillots
Dernière mise à jour : 20 avril 2013.
Chronologie
Saison précédente Saison suivante
La saison 2012-2013 de la section féminine du Montpellier Hérault Sport Club est la seizième saison consécutive du club héraultais en première division du championnat de France et la vingtième saison du club à ce niveau depuis 1985.
Sarah M'Barek est à la tête du staff montpelliérain lors de cette nouvelle saison qui fait suite à plusieurs saisons aux avant-postes pour le club, sans pour autant parvenir à décrocher un titre national. Les objectifs pour cette saison sont donc identiques à ceux des saisons précédentes, les dirigeants espérant au moins une qualification européenne qui échappe aux pailladines depuis deux saisons.
Le Montpellier HSC va également évoluer au cours de la saison en Coupe de France.

## Avant saison

### Transferts
En ce début de saison dans l'élite, le club enrôle une seule nouvelles joueuses, Zohra Ayachi du Rodez AF. Lors de la trêve hivernale, le club se renforce en faisant signer la jeune internationale danoise, Luna Nørgaard Gevitz qui jouait au FC Sète.
Le club fait face à plusieurs départs lors de ce début de saison, puisque l'internationale japonaise Aya Sameshima rentre au Japon au Vegalta Sendai Ladies, que Marine De Sousa signe au Rodez AF, qu'Andréa Beaude ainsi que Claudia Orsini signe au FC Sète et que Charlène Farrugia signe au Rodez AF.

### Préparation d'avant-saison
Avant son premier match officiel de championnat prévu le 9 septembre, le Montpellier HSC a programmé trois matchs amicaux face au Toulouse FC, à l'ES Arpajonnaise, au Nîmes MG et au FF Yzeure.

## Compétitions

### Championnat

#### Phase aller - Journée 1 à 11
La saison 2012-2013 de Division 1 est la trente-neuvième édition du championnat de France de football féminin. La division oppose douze clubs en une série de vingt-deux rencontres. Les meilleurs de ce championnat se qualifient pour la Ligue des Champions (les deux premiers). Le Montpellier HSC participe à cette compétition pour la vingtième fois de son histoire et a déjà été sacré champion à deux reprises.
La compétition débute pour le Montpellier HSC, le dimanche 9 septembre 2012 à 15 h, par un match face à l'AS Saint-Étienne. Les Montpelliéraines pour leur premier match de la saison, réalise un belle prestation chez les Stéphanoises en s'imposant sur le score de deux buts à zéro. Lors de la seconde journée, les filles de Sarah M'Barek écrasent les joueuses du Toulouse FC sur le score de cinq buts à zéro, grâce notamment à un doublé de Marie-Laure Delie, avant le choc face au Paris SG, où elles vont voir revenir les Parisiennes dans les dernières seconde du match grâce à l'égalisation sur pénalty de Sabrina Delannoy. Lors de la quatrième journée, les Montpelliéraines se relance en s'imposant sur le terrain de l'Arras FCF sur le score de trois buts à zéro, grâce notamment à un doublé de Marie-Laure Delie.
Lors de la cinquième journée, les filles de Sarah M'Barek s'imposent largement face au promu, le FF Issy, sur le score de huit buts à zéro. Les Montpelliéraines enchainent lors de la journée suivante en s'imposant deux buts à zéro sur le terrain du Rodez AF, puis à domicile face au FF Yzeure en s'imposant par le plus petit des scores, un but à zéro.
Lors de la huitième journée, les Montpelliéraines cèdent lors du choc face à l'Olympique lyonnais sur le score de six buts à deux, stoppant néanmoins l'invincibilité de la gardienne lyonnaise cette saison en inscrivant deux buts, avant de se ressaisir lors de la journée suivante en écrasant le FC Vendenheim sur le score de six buts à zéro avec un triplé d'Hoda Lattaf, puis de s'incliner contre un autre concurrent direct aux places européennes, le FCF Juvisy, sur le score de deux buts à zéro. L'ultime match de la phase aller du club montpelliérain se conclut par un match nul face à l'EA Guingamp, sur le score de un but partout.

#### Phase retour - Journée 12 à 22

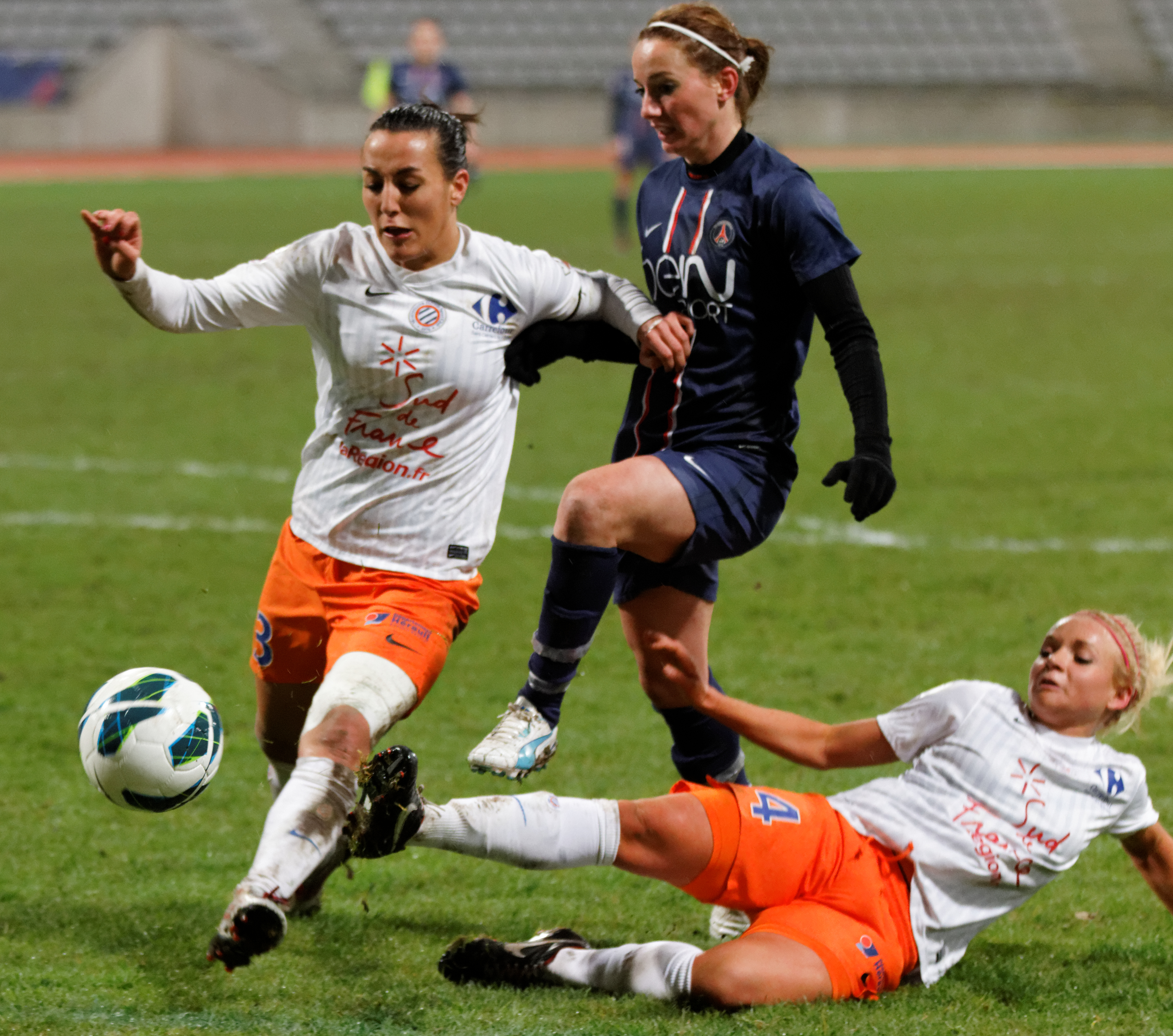
Kelly Gadea et Marion Torrent face à Kosovare Asllani.

Pour son premier match retour et le dernier avant la trêve hivernale, les Montpelliéraines s'imposent de justesse face aux lanterne rouge du championnat, le Toulouse FC, sur le score de deux buts à un. Lors de la journée suivante, les filles de Sarah M'Barek chutent lors du choc face au Paris SG sur le score de trois buts à un, faisant quasiment un trait sur une possible qualification en Ligue des champions. Les Pailladines se ressaisissent lors de la journée suivante en écrasant sept buts à zéro l'Arras FCF, avec notamment des doublés d'Hoda Lattaf et d'Élodie Ramos, puis enchaînent en déplacement sur la pelouse du FF Issy, en s'imposant trois buts à un grâce notamment au premier but de Luna Nørgaard Gevitz, recrutée lors de la trêve hivernale. Lors de la seizième journée, le club héraultais écrase le Rodez AF sur le score de sept buts à zéro avec notamment un triplé de Hoda Lattaf. Après avoir battu assez nettement le FF Yzeure sur le score de quatre buts à zéro, les Montpelliéraines vont sombrer à domicile face à l'Olympique lyonnais, sur le même score, quatre buts à zéro, laissant échapper une bonne fois pour toutes les chances de se qualifier en coupe d'Europe. Lors de la 19e journée, les filles de Sarah M'Barek vont se ressaisir en s'imposant quatre buts à un face au FC Vendenheim, leur permettant de garder l'espoir de pouvoir finir sur le podium.

### Coupe de France
La coupe de France 2012-2013 est la 12e édition de la coupe de France, une compétition à élimination directe mettant aux prises les clubs de football à travers la France métropolitaine et les DOM-TOM. Elle est organisée par la FFF et ses ligues régionales.
Marinette Pichon effectue un tirage abordable pour les Montpeliéraines qui joueront à l'extérieur, face au CS Nivolas Vermelle, qui évolue en seconde division. Les filles de Sarah M'Barek, valident facilement leur billet pour les seizièmes en s'imposant quatre buts à un sur la pelouse rhodanienne, avant d'écraser lors du tour suivant une autre équipe de seconde division, l'ASPTT Albi sur le score de neuf buts à zéro, avec un triplé de Viviane Asseyi.
Lors du tour suivant, les Montpelliéraines s'imposent facilement chez une autre équipe de Division 1, le Rodez AF sur le score sans appel de quatre buts à zéro avec notamment un doublé de Hoda Lattaf.

### Matchs officiels de la saison
Le tableau ci-dessous retrace les rencontres officielles jouées par le Montpellier HSC durant la saison. Les buteurs sont accompagnés d'une indication sur la minute de jeu où est marqué le but et, pour certaines réalisations, sur sa nature (penalty ou contre son camp).
| Compétition     | Débute au tour | Place ou tour final | Matches joués | Gagnés | Nuls | Perdus | Buts pour | Buts contre | Différence |
| Division 1      | -              | -                   | 19            | 13     | 2    | 4      | 58        | 20          | +38        |
| Coupe de France | 1/32 de finale | -                   | 3             | 3      | 0    | 0      | 17        | 1           | +16        |
| Total           | -              | -                   | 22            | 16     | 2    | 4      | 75        | 21          | +54        |

## Joueurs et encadrement technique

### Encadrement technique
L'équipe est entraînée par Sarah M'Barek. Entraîneur de 35 ans, en poste depuis l'été 2007, cette ancienne internationale française décroche deux titres de championne de France avec le Montpellier HSC en tant que joueuse, avant d'en devenir l'entraineur et de remporter le Challenge de France en 2009.

### Statistiques individuelles
| \| Durand Gadea Torrent Meilleroux Viana Pervier Plaza Diguelman Lattaf Asseyi Delie \| Équipe type de la saison. · D'après les temps de jeu à leur poste. |
| Durand Gadea Torrent Meilleroux Viana Pervier Plaza Diguelman Lattaf Asseyi Delie                                                                          |

| Joueuse              | Total |
| Hoda Lattaf          | 21    |
| Marie-Laure Delie    | 15    |
| Viviane Asseyi       | 11    |
| Élodie Ramos         | 6     |
| Ludivine Diguelman   | 4     |
| Claire Lavogez       | 3     |
| Marine Pervier       | 3     |
| Zohra Ayachi         | 3     |
| Charlotte Bilbault   | 2     |
| Stéphanie De Revière | 2     |
| Faustine Robert      | 1     |
| Luna Nørgaard Gevitz | 1     |
| Marion Torrent       | 1     |

| Joueuse              | Total |
| Hoda Lattaf          | 5     |
| Ludivine Diguelman   | 5     |
| Élodie Ramos         | 3     |
| Marine Pervier       | 3     |
| Rumi Utsugi          | 3     |
| Kelly Gadea          | 2     |
| Marie-Laure Delie    | 2     |
| Melissa Plaza        | 2     |
| Zohra Ayachi         | 2     |
| Charlotte Bilbault   | 1     |
| Faustine Robert      | 1     |
| Marion Torrent       | 1     |
| Stéphanie De Revière | 1     |

### Joueuses en sélection nationale
Sept joueuses de l'effectif du Montpellier HSC ont déjà connus les honneurs d'être appelées en équipe de France. Cependant sur les sept, seulement deux sont appelées régulièrement, Marie-Laure Delie et Ophélie Meilleroux, une des cadres du vestiaire des bleues.
Deux autres joueuses sont également internationales, Nora Hamou Maamar avec l'équipe d'Algérie et Rumi Utsugi avec l'équipe du Japon, sacrée championne du monde en 2011.

## Affluence et télévision

### Affluence
Affluence du MHSC à domicile

### Retransmission télévisée
Profitant de la médiatisation de la Coupe du monde, la FFF avait lancé le lundi 11 juillet 2012 l’appel d’offre pour les droits TV du championnat de France. Ces derniers ont été remportés par France Télévision en duo avec la chaine Eurosport pour un contrat s'élevant à 110 000 euros.

## Équipe réserve et équipes de jeunes
Le club héraultais possède une équipe des moins de 19 ans qui participe au Challenge National Féminin U19.